# Epinotia demarniana
Epinotia demarniana là một loài bướm đêm thuộc họ Tortricidae. Loài này có ở hầu hết châu Âu (ngoại trừ Iceland, Ireland, Bồ Đào Nha, Ukraina và hầu hết bán đảo Balkan), phía đông đến phần phía đông của vùng sinh thái Cổ bắc giới.
Sải cánh dài khoảng 14–22 mm. Con trưởng thành bay từ tháng 6 đến tháng 7.
Ấu trùng ăn bên trong catkin của Betula, Alnus và Salix caprea.

## Hình ảnh

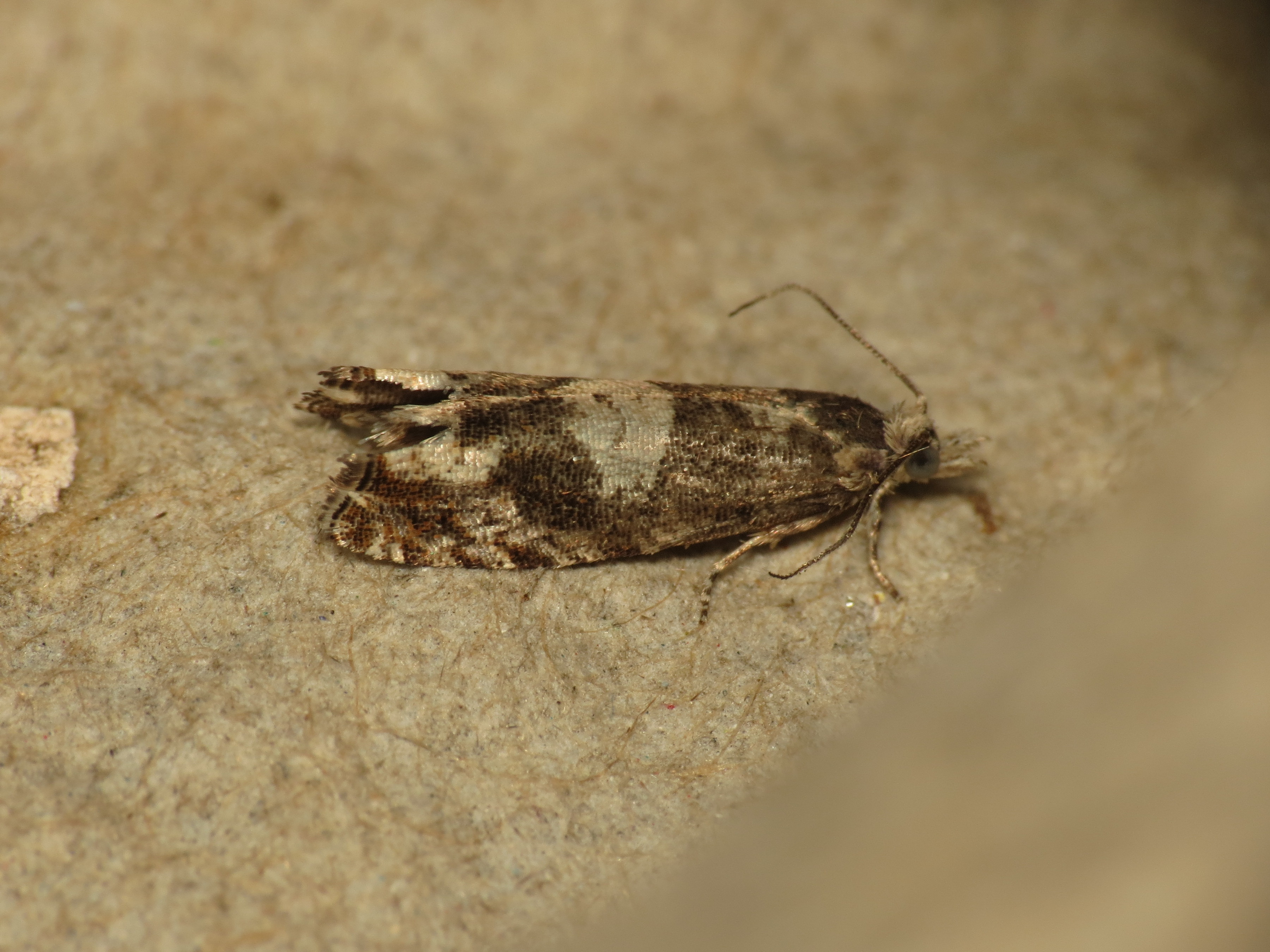